# Métabief
 Métabief  es una comuna y población de Francia, en la región de Franco Condado, departamento de Doubs, en el distrito de Pontarlier y cantón de Mouthe.
Está integrada en la Communauté de communes du Mont-d'Or et des Deux Lacs.

## Demografía
| 239 | 221 | 235 | 215 | 292 | 297 | 290 | 288 | 233 | 216 | 212 | 234 | 247 | 251 | 270 | 263 | 252 | 235 | 240 | 204 | 165 | 150 | 157 | 171 | 137 | 124 | 123 | 165 | 197 | 250 | 504 | 691 | 1 020 |
| Para los censos de 1962 a 1999 la población legal corresponde a la población sin duplicidades (Fuente: INSEE [Consultar]) |     |     |     |     |     |     |     |     |     |     |     |     |     |     |     |     |     |     |     |     |     |     |     |     |     |     |     |     |     |     |     |       |